# Donetsk (Ryssland)
Donetsk (ryska: Донецк) fram till 1955 Gundorovka, är en stad vid floden Donets i Rostov oblast i Ryssland nära gränsen mot Ukraina. Folkmängden var 50 098 invånare i 2010. Staden grundades 1681 av donkosacker. 